# Gonycranaus
Genre
Gonycranaus est un genre d'opilions laniatores de la famille des Gerdesiidae.

## Distribution
Les espèces de ce genre sont endémiques du Minas Gerais au Brésil.

## Liste des espèces
Selon World Catalogue of Opiliones (14/08/2021) :
- Gonycranaus androgynus Bragagnolo, Hara & Pinto-da-Rocha, 2015
- Gonycranaus pluto Bragagnolo, Hara & Pinto-da-Rocha, 2015

## Publication originale
- Bragagnolo, Hara & Pinto-da-Rocha, 2015 : « A new family of Gonyleptoidea from South America (Opiliones, Laniatores). » Zoological Journal of the Linnean Society, vol. 173, no 2, p. 296–319.